# Василевка (Диканьский район)
Василевка (укр. Василівка) — село,
Диканьский поселковый совет,
Диканьский район,
Полтавская область,
Украина.
Код КОАТУУ — 5321055101. Население по переписи 2001 года составляло 261 человек.

## Географическое положение
Село Василевка находится на правом берегу реки Средняя Говтва,
выше по течению примыкает село Трояны,
ниже по течению на расстоянии в 2,5 км расположено село Ландари.
Через село проходит автомобильная дорога Т-1721.

## Происхождение названия
В некоторых документах село называют Васильевка. 
На территории Украины 64 населённых пункта с названием Василевка.

## Экономика
- Молочно-товарная ферма.

## Известные уроженцы
- Ладур, Михаил Филиппович (1903—1976) — русский и советский деятель культуры, художник театра, график, редактор, критик искусства. Заслуженный деятель искусств РСФСР (с 1956). Народный художник РСФСР (с 1964).